# Mellem sten og et hårdt sted
|  | Denne artikel er oprettet af botten Steenthbot ud fra en ekstern database. Den kan derfor have sproglige fejl eller mangler. Denne skabelon kan fjernes efter kontrol af indholdet. |

Mellem sten og et hårdt sted er en dansk kortfilm fra 2019 instrueret af Mads Koudal.

## Handling
Efter et helt livs omsorg bliver 81-årige Birthe tvunget til at give slip på sin datter Karen, som er født med Downs syndrom, og hvis mentale alder er 8 år. Birthe kæmper selv med tiltagende demens, og kommunen har vurderet, at hun ikke længere kan varetage Karens behov. På Karens afrejsedag er Birthe stadig helt i fornægtelse. Hvorfor skulle hun ikke kunne hjælpe sin egen datter?

## Medvirkende
- Ghita Nørby, Birthe
- Charlotte Fich, Therese
- Jeanne Rasmussen, Karen
- Mikkel Vadsholt, Chauffør